# Horaga holothura
Horaga holothura är en fjärilsart som beskrevs av Swinhoe 1894. Horaga holothura ingår i släktet Horaga och familjen juvelvingar. Inga underarter finns listade i Catalogue of Life.